# Georgina Fleur

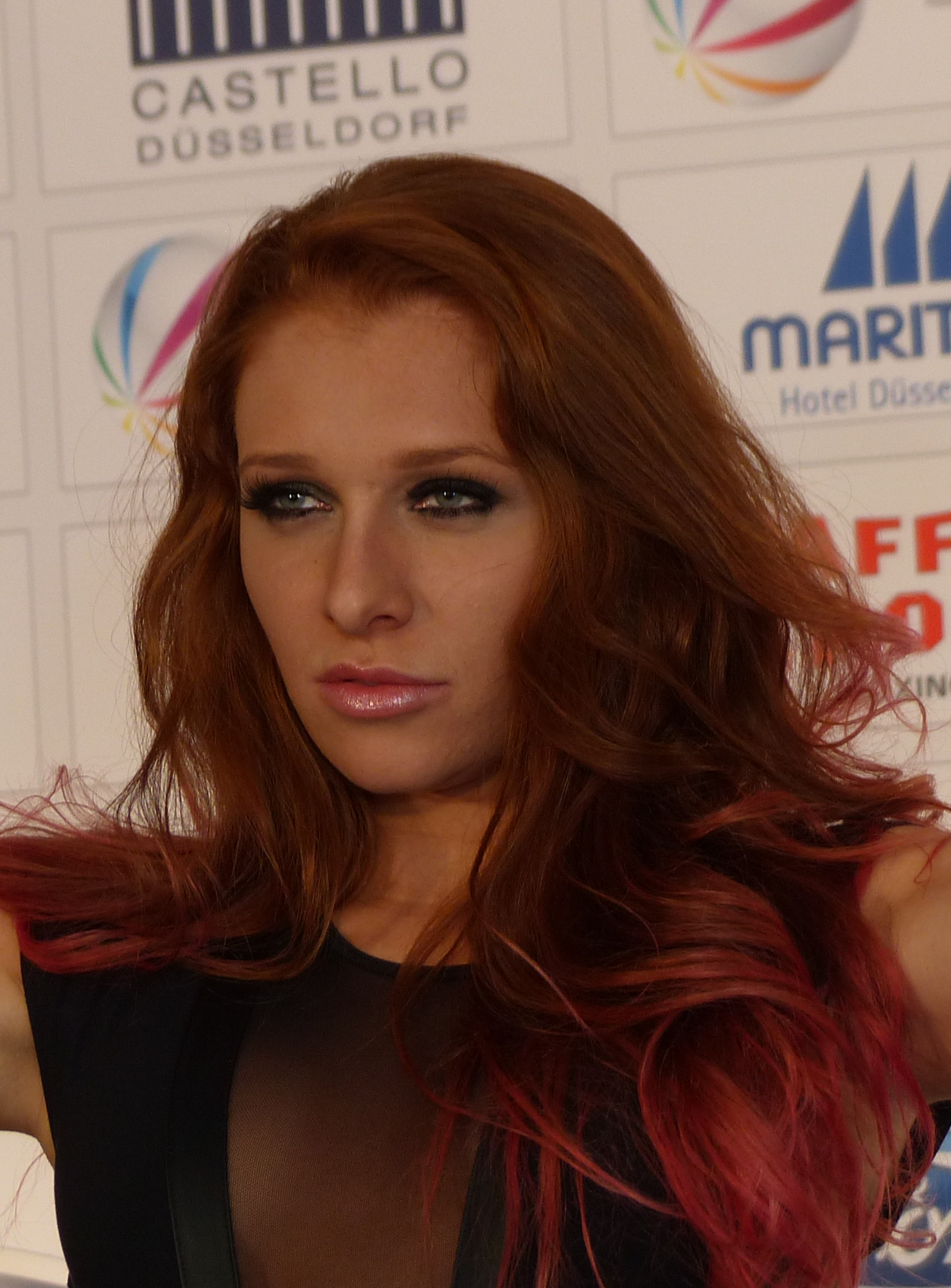
Georgina Fleur beim offiziellen Wiegen für das Sat.1 Promiboxen 2013

Georgina Fleur (* 2. April 1990 in Heidelberg als Fleur Georgina Barbara Julia Charlotte Dorothea Bülowius) ist eine deutsche Reality-TV-Teilnehmerin.

## Leben
Georgina Fleur wuchs als die mittlere von drei Schwestern auf. Ihr Vater starb, als sie 18 Jahre alt war. 2009 machte sie ihr Abitur. In Vorbereitung für Castings nahm sie einige Stunden Schauspielunterricht am Deutschen Zentrum für Schauspiel und Film in Köln. Erste Fernsehauftritte hatte Georgina Fleur in den taff-Kurzserien Teenie Törn und Arme reiche Mädchen, die auf ProSieben ausgestrahlt wurden. Bekannt wurde sie 2012 durch ihre Teilnahme an der zweiten Staffel von Der Bachelor, bei der sie sich mit zwei anderen Kandidatinnen den fünften Platz teilte. In der siebten Staffel der Sendung Ich bin ein Star – Holt mich hier raus! auf RTL belegte sie 2013 den sechsten Platz. Dabei stellte sie einen Sendungsrekord auf, als sie sieben Mal in Folge von den Zuschauern in die so genannte Dschungelprüfung gewählt wurde.
Am 8. März 2013 nahm sie an Das große Sat.1 Promiboxen teil. Sie verlor gegen ihre Gegnerin Jazzy.
Am 2. Juni 2013 löste sie einen Shitstorm aus, indem sie ein Foto auf Facebook und Twitter postete, auf dem sie auf einer Mauer von Sandsäcken posierend zu sehen war, die die Heidelberger Innenstadt vor den Hochwasserfluten des Neckar schützte. Medien und Benutzer der Internetplattformen reagierten empört über ihren mangelnden Respekt gegenüber den Betroffenen. In diversen Interviews entschuldigte sie sich daraufhin für das Foto.
Im September 2013 wirkte sie als Kandidatin bei Promi Big Brother mit. Im Sommer 2015 nahm sie an der Sendung Ich bin ein Star – Lasst mich wieder rein! teil. 2020 nahm sie auf RTL II an der ersten Staffel Kampf der Realitystars – Schiffbruch am Traumstrand und – zusammen mit ihrem Verlobten, dem Unternehmer Kubilay Özdemir – auf RTL an der fünften Staffel von Das Sommerhaus der Stars – Kampf der Promipaare teil. Letztere Sendung verließ das Paar nach wenigen Tagen freiwillig, nachdem Özdemir im Streit einem anderen Kandidaten vor laufender Kamera ins Gesicht gespuckt hatte. Am Ende des Jahres zog Fleur nach Dubai. Im Jahr darauf wurde ihre Tochter – Vater ist Özdemir – geboren, die sie alleine großzieht.
Im April 2024 löste sie einen erneuten Shitstorm aus, nachdem sie in ihrer Instagram-Story Bilder aus einem Privatzoo in Dubai postete. Privatzoos – besonders in den Emiraten – stehen immer wieder unter der Kritik von Tierschützern, welche die Tierhaltung als nicht artgerecht kritisieren. Bereits zwei Jahre zuvor hat mit Marcus Prinz von Anhalt ein weiterer deutscher Influencer einen Shitstorm erzeugt, nachdem er Videos von einem Privatzoo in Dubai veröffentlicht hatte. Des Weiteren wurde sie 2024 im Dschungelcamp-Ableger Ich bin ein Star – Showdown der Dschungel-Legenden Dschungelkönigin.

## Fernsehauftritte (Auswahl)
- 2011: taff: Teenie Törn (ProSieben)
- 2011: taff: Arme reiche Mädchen (ProSieben)
- 2012: Der Bachelor (RTL)
- 2012: Mieten, Kaufen, Wohnen (VOX)
- 2013: Saturday Night – So feiert Deutschlands Jugend (RTL II)
- 2013: Die Beauty Docs[16]
- 2013: Ich bin ein Star – Holt mich hier raus! (RTL)
- 2013: Das perfekte Promi-Dinner (VOX)
- 2013: Britt – Der Talk um eins (Sat.1)
- 2013: Markus Lanz (ZDF)
- 2013: Promi-Shopping-Queen (VOX)
- 2013: Das große Sat.1 Promiboxen (Sat.1)
- 2013: Das perfekte Promi-Dinner: Dschungel-Spezial (VOX)
- 2013: Circus HalliGalli (ProSieben)
- 2013: Eins gegen Eins (Sat.1)
- 2013: Promi Big Brother[17] (Sat.1)
- 2014: Promis Privat[18]
- 2014: Living Room (joiz)
- 2015: Ich bin ein Star – Lasst mich wieder rein! (RTL)
- 2016: Starshine – Das Comedy Promi-Magazin (RTL II)
- 2020: Kampf der Realitystars – Schiffbruch am Traumstrand (RTL II)
- 2020: Das Sommerhaus der Stars – Kampf der Promipaare (RTL)
- 2021: Ich bin ein Star – Die große Dschungelshow (RTL) (Gast)
- 2021: Die Festspiele der Reality Stars – Wer ist die hellste Kerze? (Sat.1)
- 2022: Das Klassentreffen der Dschungelstars – Jetzt wird ausgepackt! (RTL)
- 2024, 2025: The 50 (Prime Video)
- 2024: Ich bin ein Star – Showdown der Dschungel-Legenden (RTL) (Gewinnerin)
- 2025: Villa der Versuchung – Alles hat seinen Preis (Sat.1)

## Musik
Im Januar 2013 veröffentlichte sie unter Georgina ihre Single Je Suis Comme Je Suis als Download und ist seither auch als Sängerin und DJ tätig.
- 2013: Je suis comme je suis
- 2014: Summer Days (Ben Delay Remix) (von Sean Finn & Tinka – im Musikvideo)